# Transformatorenhaus (Baum)

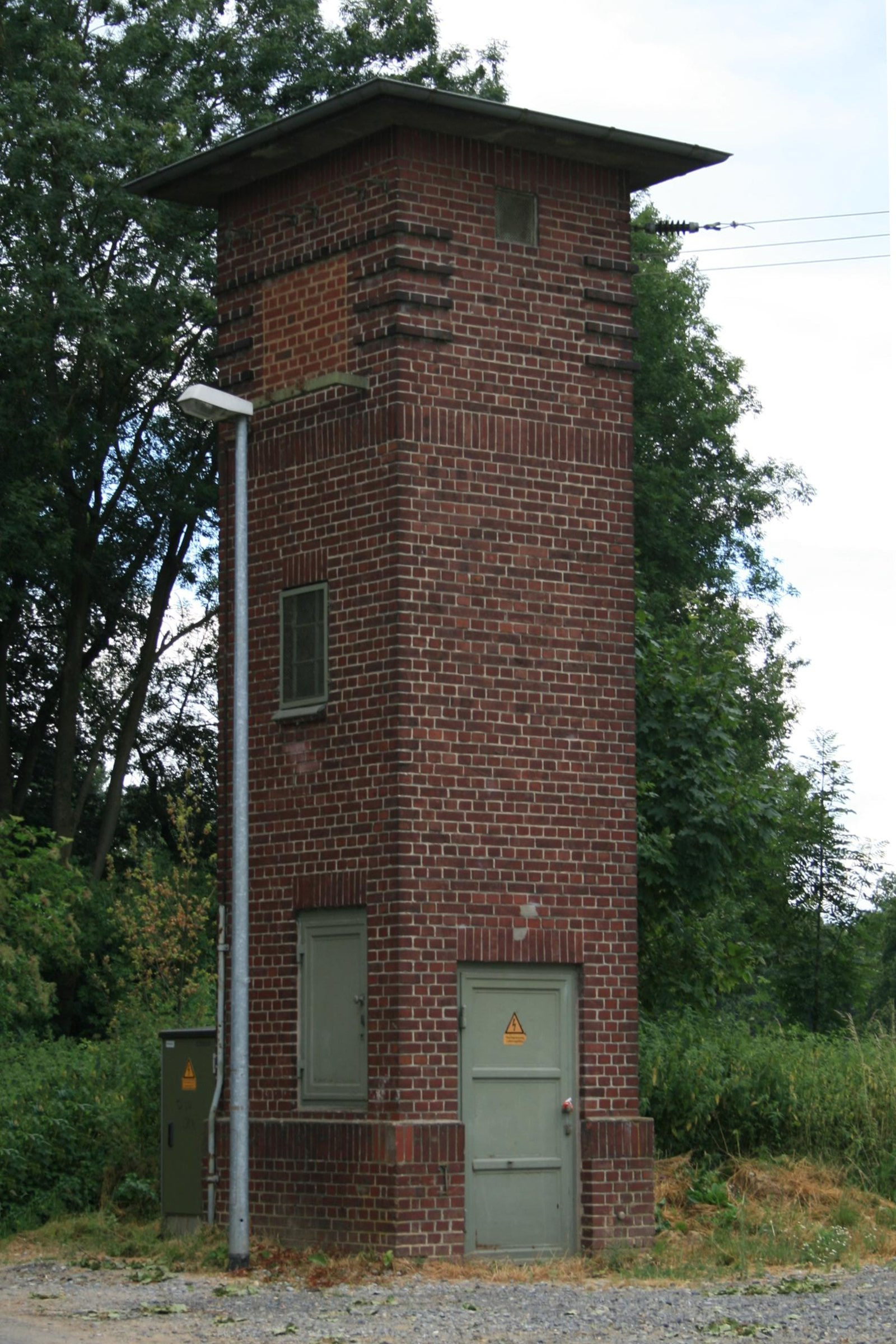
Transformatorenhaus (Trafoturm), 2010

Das Transformatorenhaus steht im Stadtteil Baum in Mönchengladbach (Nordrhein-Westfalen), Genhollander Heide.
Der Trafoturm wurde in den 1920er Jahren erbaut. Er ist unter Nr. B 168 am 10. Januar 2005 in die Denkmalliste der Stadt Mönchengladbach eingetragen worden.

## Architektur
Der Trafoturm liegt in Mönchengladbach-Baum an der Straße von Hilderath nach Genholland. Das Schalthaus wurde in Form eines schlanken Trafoturmes auf annähernd quadratischem Grundriss aus relativ hell gebranntem Ziegelmauerwerk erbaut. Der Zugang liegt im Erdgeschoss auf der dem Feldweg zugewandten Nordostseite. Weitere Wandöffnungen liegen auf der Südostseite des Bauwerks.
Einer nur leicht vorgezogenen Sockelzone entspricht gestalterisch die kräftig vorspringende Betonplatte des Flachdachs. Die scharfkantige, symmetrische Gestaltung des Schaftes wurde ursprünglich zusätzlich betont durch die Ausführung der umlaufenden Dachrinne in Kastenform. Im Bereich des Turmkopfes laufen vier, nur schwach hervortretende Ziegelsteinbänder um das Bauwerk. Hier schlossen ursprünglich die zugeführten Freileitungen über Isolatoren an. Die Ziegelsteinbänder geben bei zurückhaltendem Einsatz formaler Gestaltungsmittel der Einleitungszone der Freileitungen eine zwar sparsam angedeutete, aber sichere, architektonisch betonte Fassung.
Direkt unter der Betonplatte am oberen Rand sowie am unteren Rand der Einleitungszone ist je eine Ziegelrollschicht angeordnet, ohne dass sie aus der Wandflucht hervortritt. Weitere Rollschichten akzentuieren jeweils die Oberkante des Sockels und die Tür-/Fensterstürze.